# Hibernians FC
A Paola Hibernians Football Club egy 1922-ben alapított máltai labdarúgócsapat. Székhelye Paola városában található. Története során még soha nem esett ki az élvonalból.
Eddig tízszer nyerte meg a bajnokságot, legutóbb a 2008/09-es szezonban. A csapat többször indult az európai kupasorozatokban. Hazai pályán a Manchester Uniteddel és a Real Madriddal is sikerült már döntetlent játszania.

## Európai kupaszereplés
A Hibernians először 1961-ben első máltai csapatként indult a BEK-ben. Azóta a gárda 27 alkalommal kvalifikálta magát valamelyik európai kupára, ezek alatt 60 mérkőzést játszott: 16-ot a BEK-ben/Bajnokok Ligájában, 20-at az UEFA-kupában, 14-et a KEK-ben és 10-et az Intertotó-kupában. Mindössze háromszor jutott az első körnél tovább. Olyan híres csapatokkal csapott már össze, mint a Manchester United, a Real Madrid, az Atlético Madrid és a Steaua București.

## Főbb sikerek
- BOV Premier League:

Bajnok ( 13 alkalommal ):
1960/61, 1966/67, 1968/69, 1978/79, 1980/81, 1981/82, 1993/94, 1994/95, 2001/02, 2008/09, 2014/15, 2016/17, 2021/22
Ezüstérmes ( 9 alkalommal ):
1932/1933, 1933/34, 1936/37, 1950/51, 1959/60, 1962/63, 1973/74, 1977/78, 1985/86
- Máltai kupa:

Győztes ( 8 alkalommal ):
1961/62, 1969/70, 1970/71, 1979/80, 1981/82, 1997/98, 2005/06, 2006/07
Ezüstérmes ( 10 alkalommal ):
1947/48, 1950/51, 1951/52, 1960/61, 1962/63, 1965/66, 1966/67, 1967/68, 1974/75, 1996/97
- Máltai szuperkupa:

Győztes ( 2 alkalommal ):
1993/94, 2007/2008
Ezüstérmes ( 4 alkalommal ):
1985/86, 1994/95, 1997/98, 2001/02

## Jelenlegi keret
A vastagbetűvel kiemelt játékosok hazájuk válogatottjában is szerepelnek.
| #  |         | Poszt | Név                 |
| -- | ------- | ----- | ------------------- |
| 1  | Málta   | K     | Mario Muscat        |
| 2  | Málta   | V     | Jonathan Caruana    |
| 3  | Málta   | V     | Edward Herrera      |
| 4  | Málta   | V     | Adrian Pulis        |
| 5  | Málta   | V     | Aaron Xuereb        |
| 6  | Málta   | V     | Timothy Fleri Soler |
| 8  | Uruguay | KP    | Christian Callejas  |
| 9  | Málta   | CS    | Terence Scerri      |
| 10 | Málta   | CS    | Andrew Cohen        |
| 11 | Málta   | KP    | Jonathan Pearson    |
| 12 | Málta   | K     | Daniel Balzan       |
| 13 | Málta   | V     | Jonathan Xerri      |

| #  |           | Poszt | Név                |
| -- | --------- | ----- | ------------------ |
| 15 | Málta     | V     | Yan Cauchi         |
| 16 | Málta     | CS    | Ben Camilleri      |
| 17 | Málta     | KP    | Triston Caruana    |
| 18 | Málta     | V     | Elkien Cauchi      |
| 20 | Málta     | CS    | Leighton Grech     |
| 22 | Bulgária  | V     | Rumen Galabov      |
| 23 | Málta     | CS    | Jean Paul Farrugia |
|    | Argentína | CS    | Julio Alcorsé      |
|    | Málta     | CS    | Bromwen Bugeja     |
|    | Málta     | V     | Ryan Camilleri     |
|    | Málta     | CS    | Peter Paul Sammut  |
|    | Nigéria   | KP    | Edafe Uzeh         |

## Eddigi elnökök
| Név                     | Időszak                         |
| ----------------------- | ------------------------------- |
| William E. Griffiths    | 1927-1930                       |
| Carmelo Gauci           | 1930-1936                       |
| Charles Tonna           | 1936-1937                       |
| Capt. Seraphin Xuereb   | 1945-1947, 1950-1951, 1957-1958 |
| Dr. Joseph Cassar Galea | 1947                            |
| Luigi Flamini           | 1947-1948                       |
| Angelo Boffa            | 1948-1950                       |
| Carmelo Debattista      | 1951-1952                       |
| Remiġ Farrugia          | 1952-1954                       |
| Carmelo Falzon          | 1954-1955, 1958-1959            |
| Charles Lyons           | 1955-1956                       |
| Anthony Mallia          | 1956-1957                       |
| Carmelo Baluci          | 1959-1965                       |
| Anthony Sammut          | 1965-1968                       |
| Lawrence Xuereb         | 1968-1978                       |
| Tony Bezzina            | 1978-                           |

## Híres játékosok
| - Edmond Agius - Julio Alcorsé - Lawrence Attard - Edward Azzopardi - Lawrence Attard - Roderick Baldacchino - John Bonello - Norman Buttigieg - David Camilleri - Edwin Camilleri - David Carabott - Ndubisi Chukunyere - Freddie Church - Adrian Ciantar - Andrew Cohen - Brian Crawley - Robert Docherty | - Haruna Doda - Pablo Doffo - George Lawrence - Edmond Lufi - Stanley Matthews - Essien Mbong - Adrian Mifsud - Alan Mifsud - Miguel Mifsud - Freddie Mizzi - Mario Muscat - Branko Nisevic - Chidoze Nwankwo - Udo Nwoko - Cesar Paiber - Jonathan Pearson - Johnnie Privitera | - Adrian Pulis - Peter Pullicino - Charles Scerri - Terence Scerri - André Schembri - Michael Spiteri - Ernest Spiteri Gonzi - Stefan Sultana - Eddie Theobald - Louis Theobald - Silvio Vella - Roger Walker - Michael Woods - Aaron Xuereb - Ġużi Xuereb - Karl Zacchau - Antoine Zahra |

## Külső hivatkozások
- A Hibernians hivatalos honlapja